# Област Тохаку
Област Тохаку (јап. 東伯郡) "Tōhaku-gun" је област у префектури Тотори, Јапан.
По попису из 2003. године, област је бројала 65.944 становника са густином насељености  од 109,54 становника по км². Укупна површина је 602,02 км².

## Вароши и села
- Хокуеј
- Котоура
- Мисаса
- Јурихама

## Спајања
- 1. септембра 2004. године вароши Тохаку и Акасаки су се спојили и формирали нову варош Котоура.
- 1. октобра 2004. године вароши Хавај и Того и село Томари спојили су се и формирали нову варош Јурихама.
- 22. марта 2005. године варош Секигане спојена је у град Курајоши.
- 1. октобра, 2005. године, вароши Даиеј и Хојо спојиле су се и формирали нову варош Хокуеј.

35° 29′ N 133° 46′ E / 35.483° С; 133.767° И